# Сент-Круа-де-Марёй
Сент-Круа́-де-Марёй (фр. Sainte-Croix-de-Mareuil) — коммуна во Франции, находится в регионе Аквитания. Департамент — Дордонь. Входит в состав кантона Брантом. Округ коммуны — Нонтрон.
Код INSEE коммуны — 24394.

## География

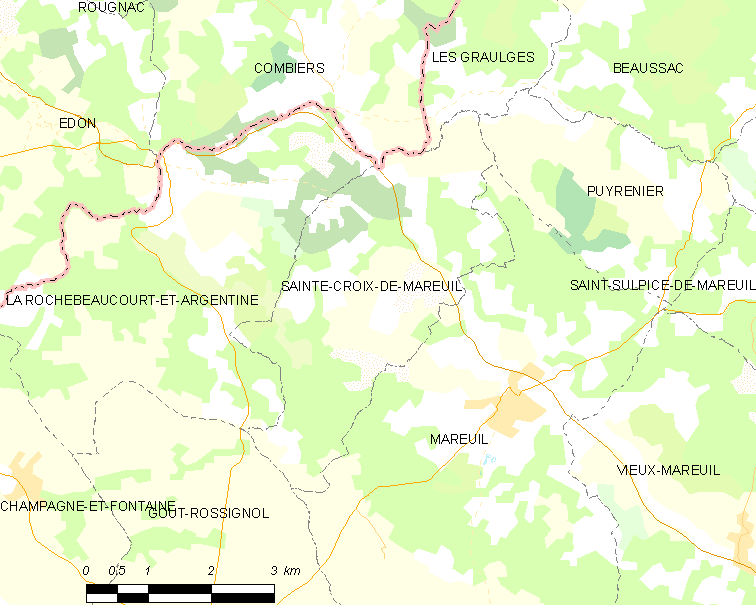
Карта коммуны

Коммуна расположена приблизительно в 410 км к югу от Парижа, в 105 км северо-восточнее Бордо, в 39 км к северо-западу от Перигё.

### Климат
Климат умеренный океанический со средним уровнем осадков, которые выпадают преимущественно зимой. Лето здесь долгое и тёплое, однако также довольно влажное, здесь не бывает регулярных периодов летней засухи. Средняя температура января — 5 °C, июля — 18 °C. Изредка вследствие стечения неблагоприятных погодных условий может наблюдаться непродолжительная засуха или случаются поздние заморозки. Климат меняется очень часто, как в течение сезона, так и год от года.

## Население
Население коммуны на 2010 год составляло 136 человек.
| 1962 | 1968 | 1975 | 1982 | 1990 | 1999 | 2010 |
| ---- | ---- | ---- | ---- | ---- | ---- | ---- |
| 160  | 150  | 153  | 144  | 142  | 140  | 136  |

## Администрация
| Период | Период | Фамилия            | Партия        | Примечания |
| ------ | ------ | ------------------ | ------------- | ---------- |
| 2008   | 2014   | Мишель Жакки Буайе | беспартийный  | пенсионер  |
| 2014   | 2020   | Жозьян Буайе       | Разные правые |            |

## Экономика
В 2010 году среди 78 человек трудоспособного возраста (15-64 лет) 57 были экономически активными, 21 — неактивными (показатель активности — 73,1 %, в 1999 году было 64,4 %). Из 57 активных жителей работали 53 человека (30 мужчин и 23 женщины), безработных было 4 (2 мужчин и 2 женщины). Среди 21 неактивных 5 человек были учениками или студентами, 8 — пенсионерами, 8 были неактивными по другим причинам.

## Фотогалерея

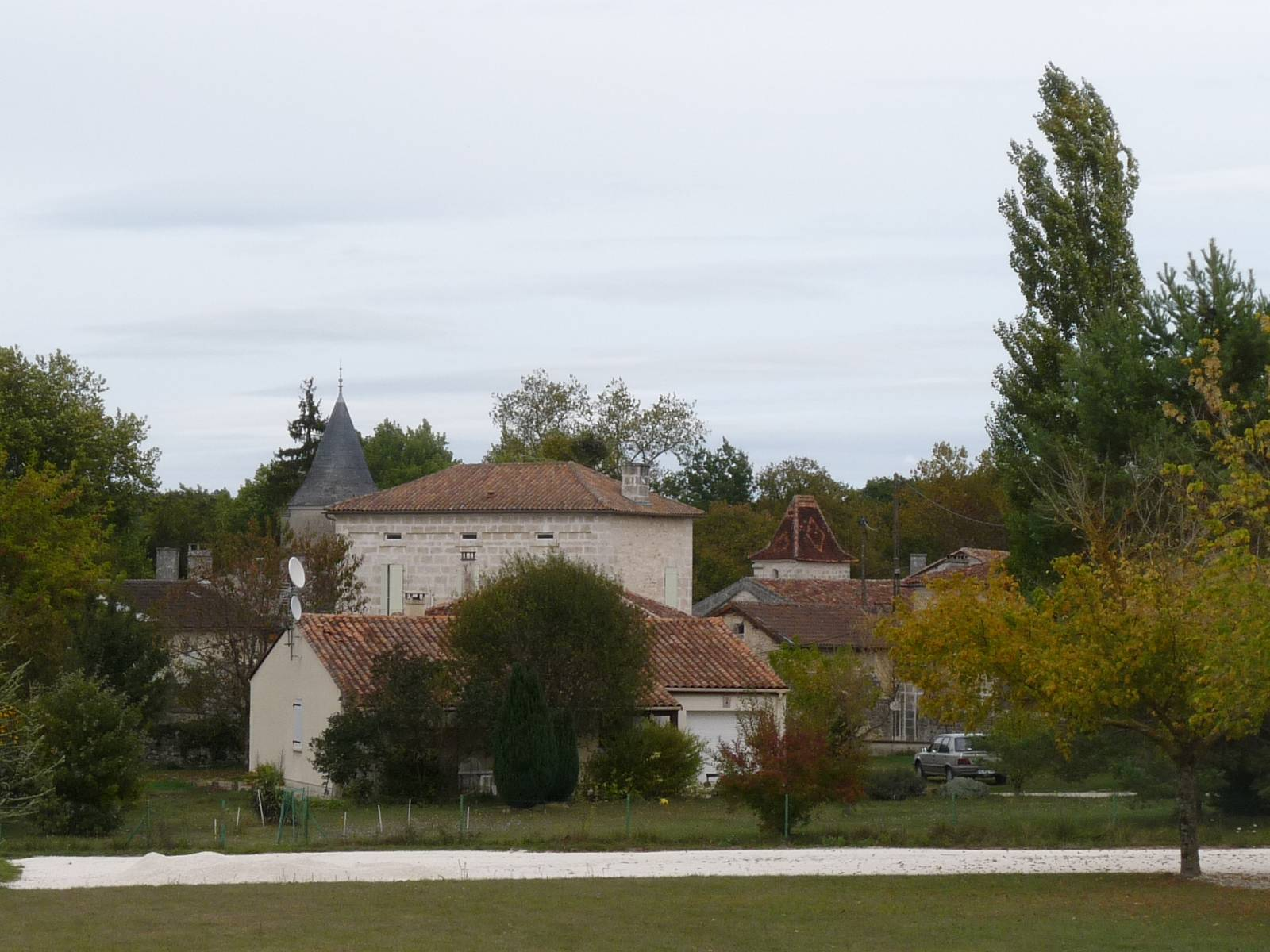
Сент-Круа-де-Марёй
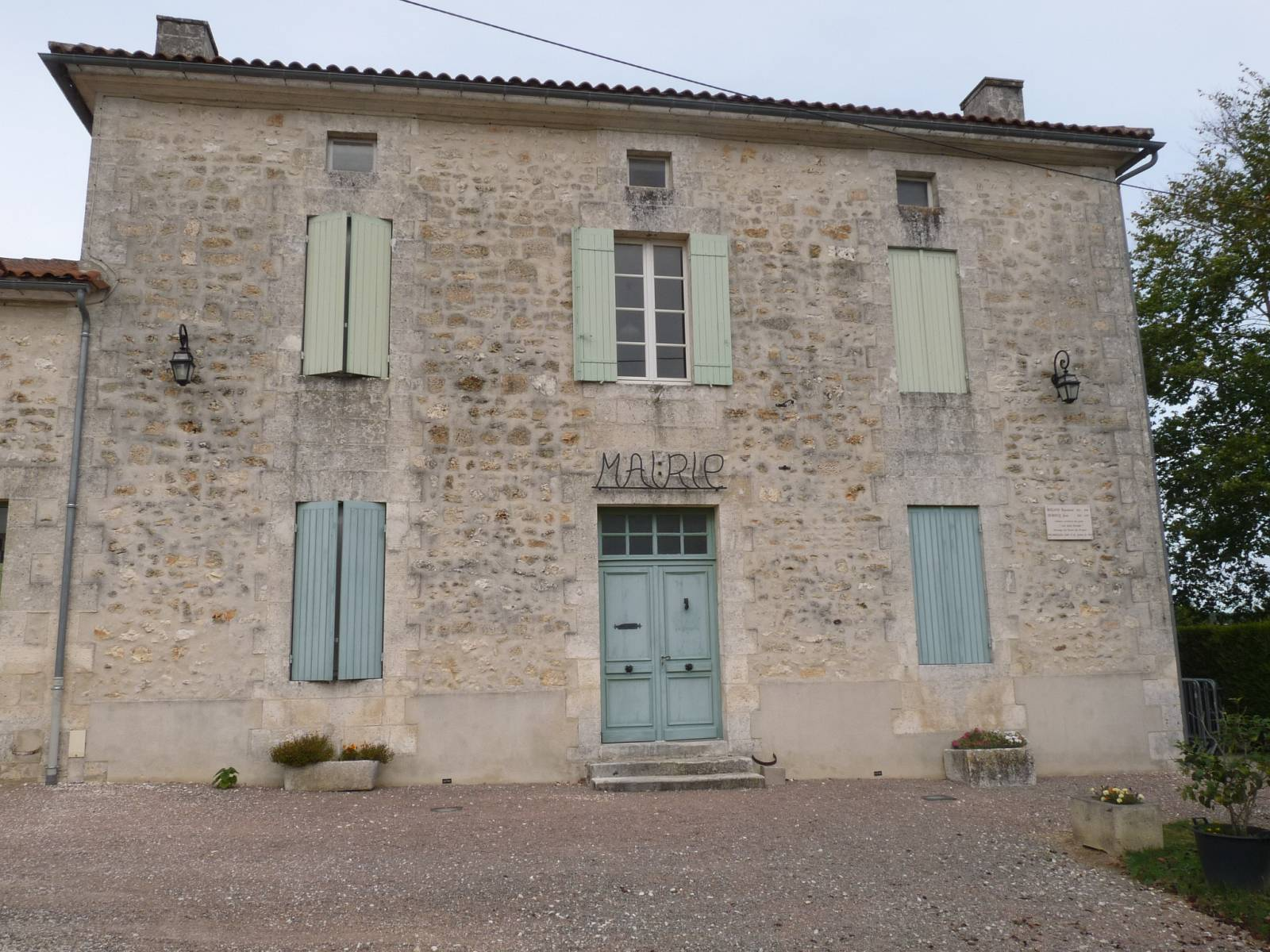
Мэрия
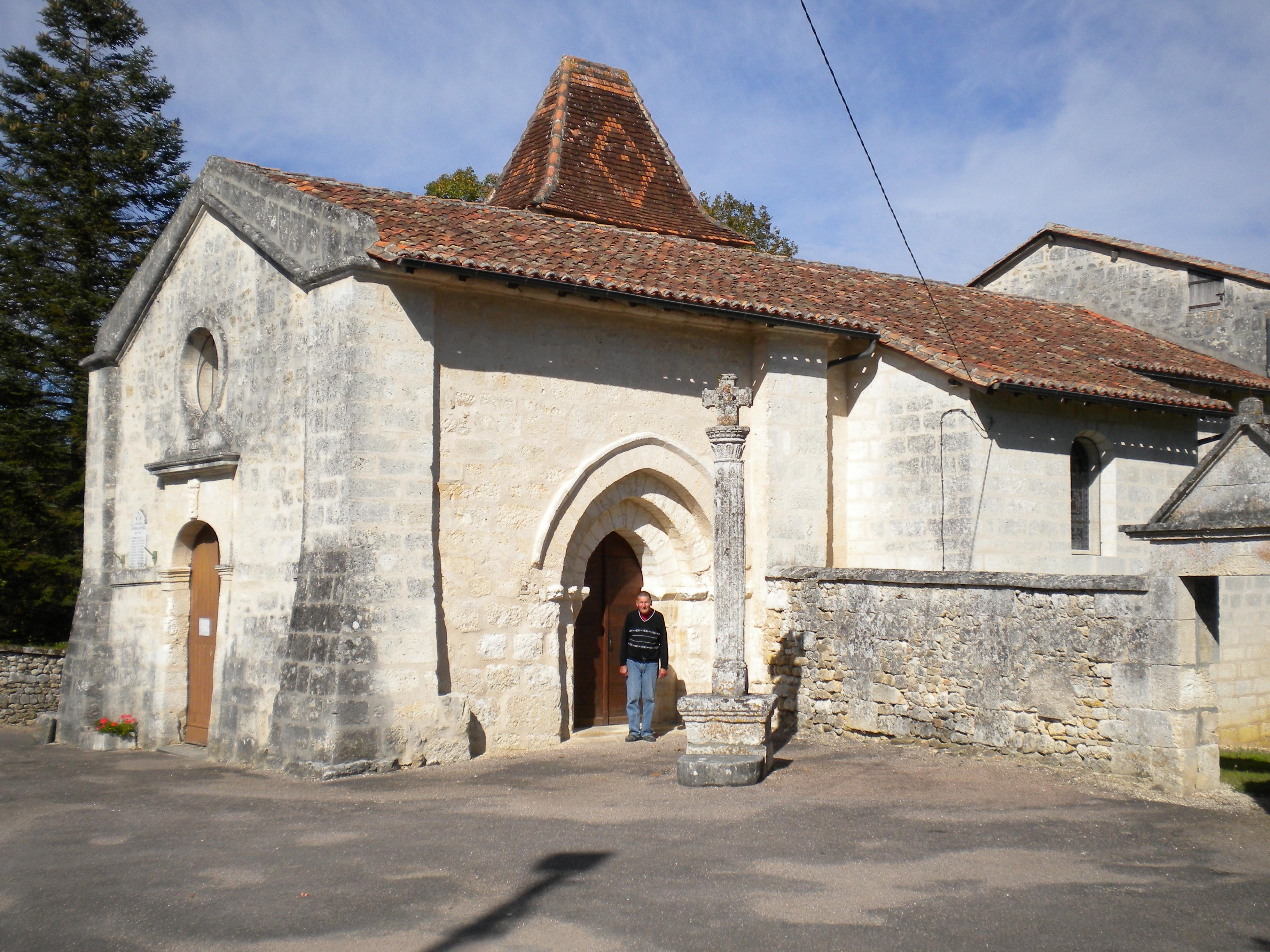
Церковь
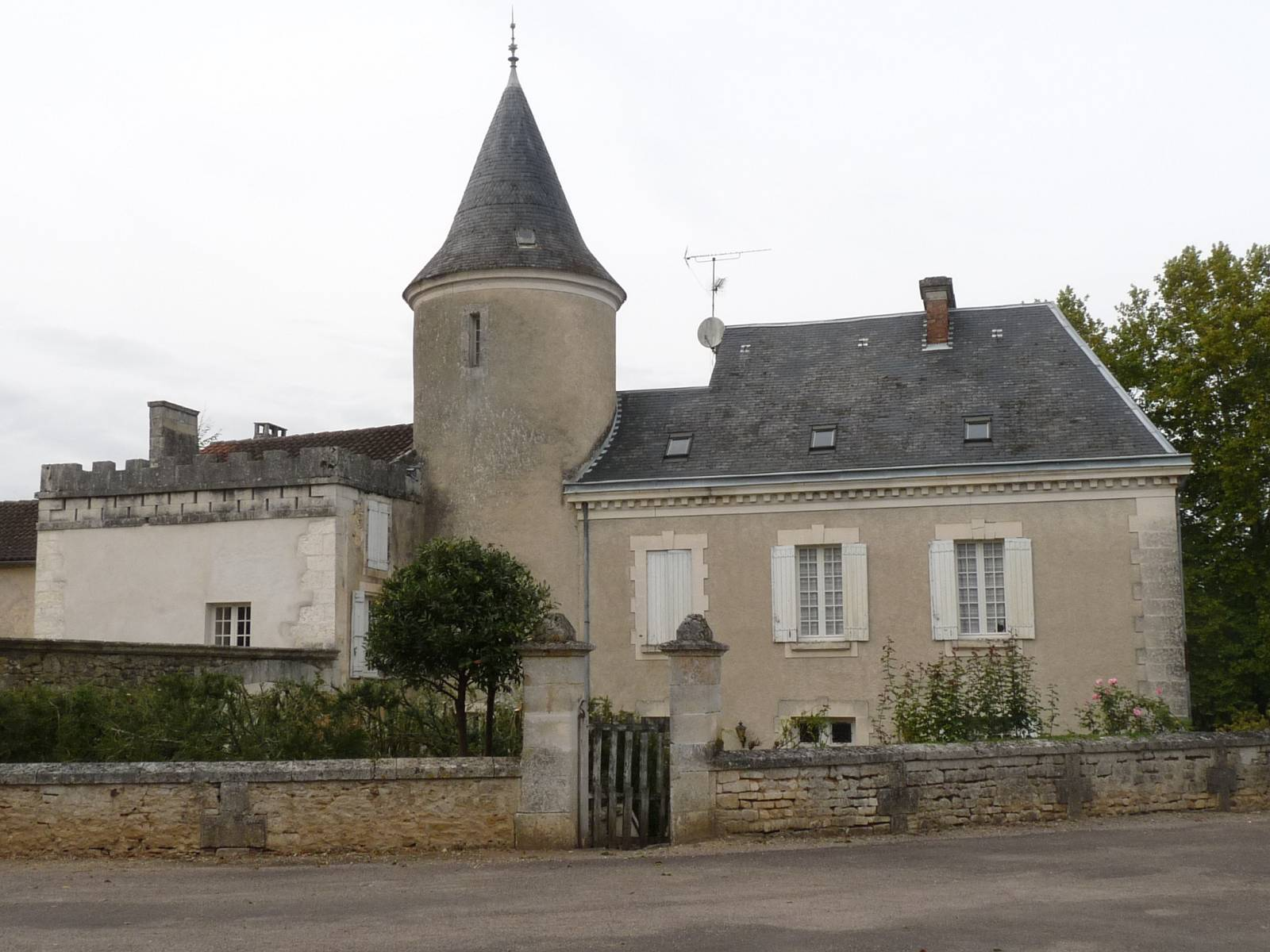
Замок